# Yustyna
Yustyna è il terzo mixtape di Artemas, pubblicato il 12 luglio 2024 dalla Warner.

## Tracce
1. I Like the Way You Kiss Me
2. I Always Kinda Knew You'd Be the Death of Me
3. You've Been a Bad Girl
4. Stupidhead
5. Caroline
6. Dirty Little Secret
7. Wet Dreams
8. Ride Me Darling
9. Slow Dance
10. You're Simply Wonderful
11. Good Girl
12. My Babydoll
13. Mess of Me, Sexually
14. I Love You Regardless